# تاليغا
بلدية طالقة أو (نقحرة: تاليغا) (بالإسبانية: Táliga)‏, هي إحدى بلديات مقاطعة بطليوس, التي تقع في منطقة إكستريمادورا, والتي تقع في غرب إسبانيا.
يبلغ عدد سكانها 738 نسمة وفقاً لإحصائية سنة (2002).